# Pinòidies
Pinoideae és una subfamília dins les pinàcies amb acícules inserides exclusivament en els braquiblasts. En aquesta subfamília s'hi troba el gènere Pinus.

## Membres de la subfamília Pinoideae
- Tribu Pineae Bluff & Fingerh.

pub. Comp. Fl. German. 2: 538. late 1825.	 
- Subtribu Pininae (Link) Berg & C.F. Schmidt

pub. Darstell. Beschr. Off. Gew. 1: 8d. Jan-Mar 1858.	 
- Gènere Pinus L.

pub. (1753) 